# Грајнау
Грајнау (њем. Grainau) општина је у њемачкој савезној држави Баварска. Једно је од 22 општинска средишта округа Гармиш-Партенкирхен. Према процјени из 2010. у општини је живјело 3.617 становника. Посједује регионалну шифру (AGS) 9180118.

## Географски и демографски подаци
Грајнау се налази у савезној држави Баварска у округу Гармиш-Партенкирхен. Општина се налази на надморској висини од 758 метара. Површина општине износи 49,4 km². У самом мјесту је, према процјени из 2010. године, живјело 3.617 становника. Просјечна густина становништва износи 73 становника/km².